# Ficus fischeri
Ficus fischeri är en mullbärsväxtart som beskrevs av Otto Warburg, Gottfried Wilhelm Johannes Mildbraed och Burr.. Ficus fischeri ingår i släktet fikonsläktet, och familjen mullbärsväxter. Inga underarter finns listade i Catalogue of Life.